# Masters de París 2016
El BNP Paribas Masters 2016 es un torneo tenis que pertenece a la ATP en la categoría de ATP World Tour Masters 1000. Se disputó del 29 de octubre al 6 de noviembre de 2016 en París, Francia sobre canchas duras.

## Puntos

### Distribución de puntos
| Etapa                        | Individuales | Dobles |
| ---------------------------- | ------------ | ------ |
| Campeón                      | 1000         | 1000   |
| Finalista                    | 600          | 600    |
| Semifinalista                | 360          | 360    |
| Cuartos de final             | 180          | 180    |
| Tercera ronda                | 90           | 90     |
| Segunda ronda                | 45           | 0      |
| Primera ronda                | 10           | -      |
| Clasificado                  | 25           | -      |
| Ronda final de clasificación | 14           | -      |

## Cabezas de serie
Los cabezas de serie estuvieron basados en el ranking del 24 de octubre de 2016:

### Individual Masculino
| Semb. | Rk. | Jugador               | Puntos Antes | Puntos a Defender | Puntos Ganados | Puntos Después | Actuación en el Torneo                             |
| ----- | --- | --------------------- | ------------ | ----------------- | -------------- | -------------- | -------------------------------------------------- |
| 1     | 1   | Novak Djokovic        | 12,900       | 1000              | 180            | 12,080         | Cuartos de final, perdió ante Marin Čilić [9]      |
| 2     | 2   | Andy Murray           | 10,985       | 600               | 1000           | 11,385         | Final, venció a John Isner                         |
| 3     | 3   | Stan Wawrinka         | 5865         | 360               | 10             | 5515           | Segunda ronda, perdió ante Jan-Lennard Struff [Q]  |
| 4     | 4   | Milos Raonic          | 4690         | 0                 | 360            | 5050           | Semifinales, baja ante Andy Murray [2]             |
| 5     | 5   | Kei Nishikori         | 4905         | 90                | 90             | 4905           | Tercera ronda, perdió ante Jo-Wilfried Tsonga [11] |
| 6     | 9   | Dominic Thiem         | 3250         | 45                | 10             | 3215           | Segunda ronda, perdió ante Jack Sock               |
| 7     | 10  | Tomáš Berdych         | 3060         | 180               | 180            | 3060           | Cuartos de final, perdió ante Andy Murray [2]      |
| 8     | 11  | David Goffin          | 2780         | 90                | 90             | 2780           | Tercera ronda, perdió ante Marin Čilić [9]         |
| 9     | 12  | Marin Čilić           | 3100         | 10                | 360            | 3450           | Semifinales, perdió ante John Isner                |
| 10    | 14  | Roberto Bautista Agut | 2385         | 45                | 10             | 2350           | Segunda ronda, perdió ante Gilles Simon            |
| 11    | 15  | Jo-Wilfried Tsonga    | 2460         | 90                | 180            | 2550           | Cuartos de final, perdió ante Milos Raonic [4]     |
| 12    | 16  | Richard Gasquet       | 1975         | 180               | 90             | 1885           | Tercera ronda, perdió ante Jack Sock               |
| 13    | 17  | Lucas Pouille         | 2106         | 10                | 90             | 2186           | Tercera ronda, perdió ante Andy Murray [2]         |
| 14    | 18  | Grigor Dimitrov       | 2035         | 90                | 90             | 2035           | Tercera ronda, perdió ante Novak Djokovic [1]      |
| 15    | 19  | David Ferrer          | 2135         | 360               | 10             | 1785           | Segunda ronda, perdió ante John Isner              |
| 16    | 21  | Pablo Cuevas          | 1700         | 10                | 90             | 1780           | Tercera ronda, perdió ante Milos Raonic [4]        |

### Dobles masculino
| Tenista                             | Ranking | Preclasificado |
| Pierre-Hugues Herbert Nicolas Mahut | 4       | 1              |
| Jamie Murray Bruno Soares           | 6       | 2              |
| Bob Bryan Mike Bryan                | 10      | 3              |
| Ivan Dodig Marcelo Melo             | 15      | 4              |
| Jean-Julien Rojer Horia Tecău       | 19      | 5              |
| Feliciano López Marc López          | 23      | 6              |
| Raven Klaasen Rajeev Ram            | 32      | 7              |
| Rohan Bopanna Daniel Nestor         | 40      | 8              |

## Campeones

### Individual masculino
Andy Murray venció a  John Isner por 6-3, 6-7(4), 6-4

### Dobles masculino
Henri Kontinen /  John Peers vencieron a  Pierre-Hugues Herbert /  Nicolas Mahut por 6-4, 3-6, [10-6]